# Bouzouki

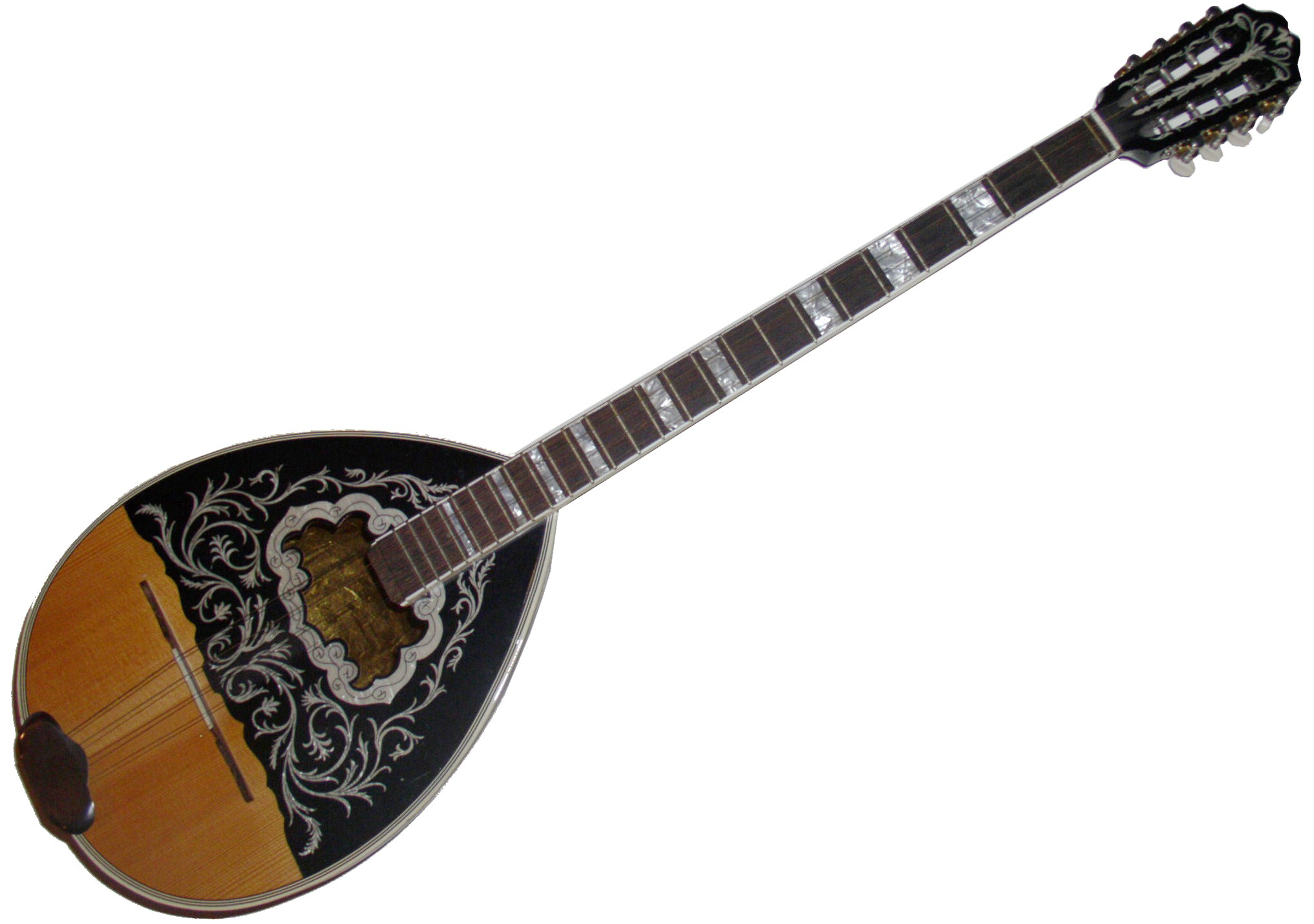
Bouzouki

Bouzouki (în greacă μπουζούκι) este un instrument muzical cu coarde ciupite, care este folosit în principal în muzica greacă. Instrumentul irlandez bouzouki este o cistră din familia instrumentelor cu grif lung și coarde, care are puține în comun cu bouzouki.

## Origine
Instrumentul are ca precursori un vechi instrument bizantin numit tabura și instrumentul turcesc numit saz.
Prima înregistrare sonoră a unui bouzouki a făcut de lingvistul Wilhelm Doegen, în 1917, într-un lagăr de prizonieri de război, cu soldați greci, în Görlitz.
Una dintre primele audiții cu un bouzouki în Grecia a făcut-o Jorgos Manetas 1931/1932 cu bucata rembetiko Ta dísticha tou mánga (Τα δίστιχα του μάγκα).
Bouzouki servește la cântece populare și dansuri grecești. Este cel mai important instrument solo din stilul muzicii grecești rembetiko. Instrumentul de muzică populară este introdus și în jazz prin Nana Simopoulos.

## Construcție. Acordaj
Instrumentele anterioare erau sculptate dintr-un bloc de lemn. Bouzouki are un corp oval și o tastieră (grif) foarte lungă. Partea frontală a cutiei de rezonanță este de obicei plată și de cele mai multe ori este ornamentată cu sidef. Timbrul instrumentului este metalic, percusiv. Sunt folosite trei sau patru corzi duble din metal, acordate astfel: re, la, fa, do (dd´-aa-d´d´, gg´-aa-d´d´, aa´-ee-a´a´ respectiv cc´-ff´-aa-d´d´); corzile pereche sunt foarte puțin dezacordate între ele pentru a da un sunet amplu. 

## Răspândire
Instrumentul este des întâlnit în Grecia și Cipru, dar și în alte țări balcanice. 

## Virtuoși bouzouki celebri
- Manolis Chiotis (1920–1970)
- Vassilis Tsitsanis (1917–1984)
- Markos Vamvakaris (1905–1972)
- Manolis Karantinis (* 1966)[3]